# Meira Kumar
Meira Kumar, née le 31 mars 1945 à Arrah (dans le Bihar), est une femme politique indienne.
Élue cinq fois au parlement indien, la Lok Sabha, elle est la première femme à en être la présidente, de 2009 à 2014.

## Biographie
Meira Kumar est la fille du vice-Premier ministre et personnalité intouchable (« Dalit ») Jagjivan Ram et d'Indrani Devi, deux militants de l'indépendance du pays. Elle est elle-même membre de la communauté des intouchables. Elle fait des études de droit. En 1970, elle intègre l'Indian Foreign Service (en) et travaille dans différents pays du monde.
Elle entre en politique en étant élue à la Lok Sabha en 1984, lors de la 8e mandature, comme députée de Bijnor, devant des personnalités reconnues comme Ram Vilas Paswan et Mayawati. Elle est réélue lors des 11e, 12e, 14e et 15e mandatures. De 2004 à 2009, elle est ministre de la Justice sociale et de l'Émancipation (empowerment) du premier gouvernement de Manmohan Singh.
En 2009, elle est la première femme à être nommée présidente de Lok Sabha,, un poste qu'elle conserve jusqu'en 2014.
Elle perd son poste aux élections législatives indiennes de 2014,. 
Le 22 juin 2017, elle est présentée par les partis d'opposition, dont le Congrès national indien, comme candidate à l'élection présidentielle du 17 juillet suivant. Elle ne totalise que 34,34 % des voix du collège électoral et est largement battue par Ram Nath Kovind.